# 쿠트브 미나르

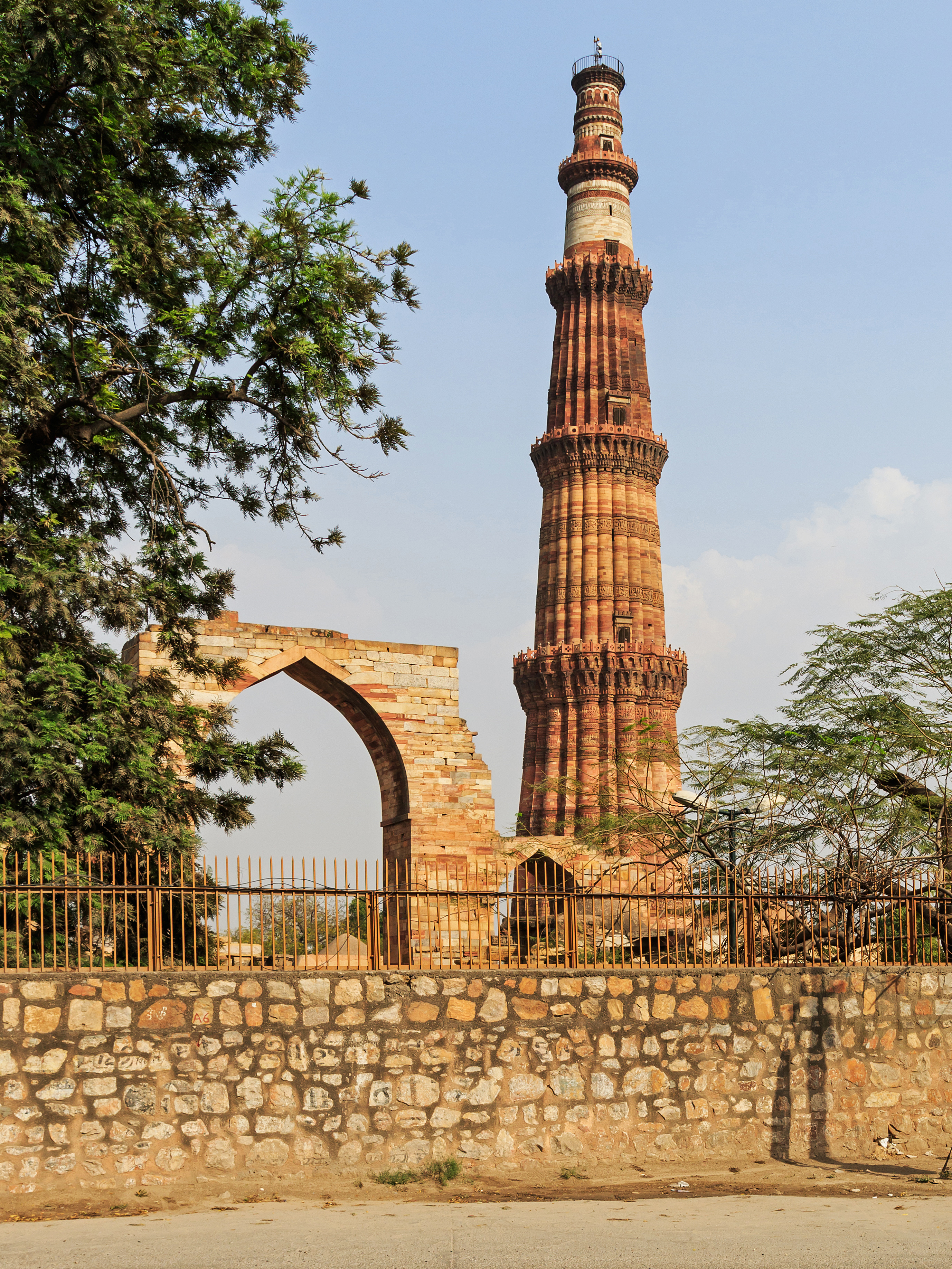

쿠트브 미나르(우르두어: قطب منار, Qutb Minar)는 힌두교와 이슬람교의 양식이 혼합된 높이 73m의 5층 석탑이다. 
무슬림이 인도 정복을 기념하여 세운 미나레트이며, 1층은 힌두 양식, 2·3층은 이슬람 양식으로 만들어져 있다. 노예왕조의 쿠트브 알 딘 아이바크가 델리 정복기념으로 1193년에 건립을 시작하여 1368년에 완공되었다. 
각층 사이에 발코니가 있고, 내부는 나선형의 379계단이 있다. 부지 안에는 인도에서 가장 오래된 이슬람 사원 쿠와툴 이슬람 모스크, 4세기에 세워진 높이 7.2m의 철주(세계 7대 불가사의 중의 하나) 등이 있다.